# Traminda elbaensis
Traminda elbaensis là một loài bướm đêm trong họ Geometridae.